# 零的魔力
《零的魔力》（英語：Magic of Zero）是班迪·辛纳帕拉迪（Tee）执导，为配合OISHI绿茶“Oishi Honey Lemon Sugar 0 %”的推出而与GMMTV携手打造的迷你剧集系列。剧集由「零摄影」（英語：Zero Photography）、「月光下的零点」（英語：Zero in the Moonlight）及「零支持者」（英語：Zero Supporter）三个以奇幻、爱情为主的单元组成，后于2022年8月11日起先在GMMTV的官方Youtube频道上架，8月14日下午5时则在GMM 25频道播出。
此剧为GMMTV与绿茶销量第一的绿茶品牌OISHI合作推出特别企划，并于2022年8月11日下午5时30分在暹罗百丽宫的Krungsri IMAX影院举行新闻发布会。

## 演员阵容

### 「零摄影」

#### 主要演员
- 帕恩莎·沃斯拜茵（Milk）饰演 Ink
- 帕兰妮·琳帕缇雅空（Love）饰演 Pa

#### 其他演员
- 帕查彤·塔娜瓦（Ploypatch）饰演 Meen（客串）
- 苏莉娅蕾·亚卡蕾（Prigkhing）饰演 Som

### 「月光下的零点」

#### 主要演员
- 彤达婉·奔提维此弓（Tu）饰演 Maki
- 吉拉瓦·苏提瓦尼沙克（Dew）饰演 Fong

### 「零支持者」

#### 主要演员
- 皮拉帕·瓦塔纳汕西瑞（Earth）饰演 Korn
- 萨哈帕·翁拉齐（Mix）饰演 Win

#### 其他演员
- 塔纳本·万罗西力侬（Na）饰演 Phat